# BAFTA (премия, 1976)
29-я церемония вручения наград премии BAFTA

23 февраля 1976
Лучший фильм: 

Алиса здесь больше не живёт 

Alice Doesn’t Live Here Anymore
< 28-я Церемонии вручения 30-я >
29-я церемония вручения наград премии BAFTA, учреждённой Британской академией кино и телевизионных искусств, за заслуги в области кинематографа за 1975 год состоялась в Лондоне 23 февраля 1976 года.

## Полный список победителей и номинантов
| Победители выделены отдельным цветом. |

### Основные категории
| Категории                                               | Победитель и номинанты                               |
| ------------------------------------------------------- | ---------------------------------------------------- |
| Лучший фильм                                            | • «Алиса здесь больше не живёт»                      |
| Лучший фильм                                            | • «Барри Линдон»                                     |
| Лучший фильм                                            | • «Собачий полдень»                                  |
| Лучший фильм                                            | • «Челюсти»                                          |
| Лучшая режиссёрская работа                              | • Стэнли Кубрик — «Барри Линдон»                     |
| Лучшая режиссёрская работа                              | • Сидни Люмет — «Собачий полдень»                    |
| Лучшая режиссёрская работа                              | • Мартин Скорсезе — «Алиса здесь больше не живёт»    |
| Лучшая режиссёрская работа                              | • Стивен Спилберг — «Челюсти»                        |
| Лучшая мужская роль                                     | • Аль Пачино — «Крёстный отец 2» и «Собачий полдень» |
| Лучшая мужская роль                                     | • Джин Хэкмен — «Ночные ходы»                        |
| Лучшая мужская роль                                     | • Джин Хэкмен — «Французский связной 2»              |
| Лучшая мужская роль                                     | • Ричард Дрейфусс — «Челюсти»                        |
| Лучшая мужская роль                                     | • Дастин Хоффман — «Ленни»                           |
| Лучшая женская роль                                     | • Эллен Бёрстин — «Алиса здесь больше не живёт»      |
| Лучшая женская роль                                     | • Валери Перрин — «Ленни»                            |
| Лучшая женская роль                                     | • Энн Бэнкрофт — «Пленник второй авеню»              |
| Лучшая женская роль                                     | • Лив Ульман — «Сцены из супружеской жизни»          |
| Лучшая мужская роль второго плана                       | • Фред Астер — «Ад в поднебесье»                     |
| Лучшая мужская роль второго плана                       | • Мартин Балсам — «Захват поезда Пелэм 1-2-3»        |
| Лучшая мужская роль второго плана                       | • Бёрджесс Мередит — «День Саранчи»                  |
| Лучшая мужская роль второго плана                       | • Джек Уорден — «Шампунь»                            |
| Лучшая женская роль второго плана                       | • Дайан Ладд — «Алиса здесь больше не живёт»         |
| Лучшая женская роль второго плана                       | • Лилия Гольдони — «Алиса здесь больше не живёт»     |
| Лучшая женская роль второго плана                       | • Рони Блэкли — «Нэшвилл»                            |
| Лучшая женская роль второго плана                       | • Гвен Уэллс — «Нэшвилл»                             |
| Самый многообещающий дебютант, исполнивший главную роль | • Валери Перрин — «Ленни»                            |
| Самый многообещающий дебютант, исполнивший главную роль | • Роберт Де Ниро — «Крёстный отец 2»                 |
| Самый многообещающий дебютант, исполнивший главную роль | • Альфред Люттер — «Алиса здесь больше не живёт»     |
| Самый многообещающий дебютант, исполнивший главную роль | • Лили Томлин — «Нэшвилл»                            |
| Лучший сценарий                                         | • «Алиса здесь больше не живёт» — Роберт Гетчелл     |
| Лучший сценарий                                         | • «Нэшвилл» — Джоан Тьюксбери                        |
| Лучший сценарий                                         | • «Собачий полдень» — Фрэнк Пирсон                   |
| Лучший сценарий                                         | • «Челюсти» — Питер Бенчли, Карл Готтлиб             |

### Другие категории
| Категории                                                  | Победитель и номинанты                                         |
| ---------------------------------------------------------- | -------------------------------------------------------------- |
| Лучшая музыка к фильму                                     | • «Ад в поднебесье» и «Челюсти» — Джон Уильямс                 |
| Лучшая музыка к фильму                                     | • «Ветер и лев» — Джерри Голдсмит                              |
| Лучшая музыка к фильму                                     | • «Захват поезда Пелэм 1-2-3» — Дэвид Шайр                     |
| Лучшая музыка к фильму                                     | • «Крёстный отец 2» — Нино Рота                                |
| Лучшая операторская работа                                 | • «Барри Линдон» — Джон Олкотт                                 |
| Лучшая операторская работа                                 | • «Ад в поднебесье» — Фред Джей Конекэмп                       |
| Лучшая операторская работа                                 | • «Роллербол» — Дуглас Слокомб                                 |
| Лучшая операторская работа                                 | • «Человек, который хотел стать королём» — Освальд Моррис      |
| Лучший дизайн костюмов                                     | • «День Саранчи» — Энн Рот                                     |
| Лучший дизайн костюмов                                     | • «Барри Линдон» — Милена Канонеро, Улла-Бритт Сёдерлунд       |
| Лучший дизайн костюмов                                     | • «Человек, который хотел стать королём» — Эдит Хэд            |
| Лучший дизайн костюмов                                     | • «Четыре мушкетёра: Месть миледи» — Ивонн Блэйк               |
| Лучшая работа художника-постановщика                       | • «Роллербол» — Джон Бокс                                      |
| Лучшая работа художника-постановщика                       | • «Ад в поднебесье» — Уильям Кребер                            |
| Лучшая работа художника-постановщика                       | • «Барри Линдон» — Кен Адам                                    |
| Лучшая работа художника-постановщика                       | • «День Саранчи» — Ричард Макдоналд                            |
| Лучший монтаж                                              | • «Собачий полдень» — Диди Аллен                               |
| Лучший монтаж                                              | • «Крёстный отец 2» — Питер Зиннер, Барри Малкин, Ричард Маркс |
| Лучший монтаж                                              | • «Роллербол» — Энтони Гиббс                                   |
| Лучший монтаж                                              | • «Челюсти» — Верна Филдс                                      |
| Лучший звук                                                | • «Нэшвилл» — Уильям Сойер, Джим Уэбб и другие…                |
| Лучший звук                                                | • «Роллербол» — Арчи Людски, Дерек Болл и другие…              |
| Лучший звук                                                | • «Собачий полдень» — Джек Фитцстивенс, Сэнди Рэкоу и другие…  |
| Лучший звук                                                | • «Челюсти» — Джон Картер, Роберт Хойт                         |
| Лучший анимационный фильм                                  | • Great (Isambard Kingdom Brunel) — Боб Годфри                 |
| Лучший анимационный фильм                                  | • The Owl Who Married a Goose: An Eskimo Legend — Кэролайн Лиф |
| Лучший короткометражный фильм Награда имени Джона Грирсона | • Sea Area Forties — Джон Армстронг                            |
| Лучший короткометражный фильм Награда имени Джона Грирсона | • Leaving Lily — Грэм Бейкер                                   |
| Лучший короткометражный фильм Награда имени Джона Грирсона | • The Living Woodland — Роналд Истман                          |
| Лучший короткометражный фильм Награда имени Джона Грирсона | • Waiting on Weather — Рон Грэнвилл                            |
| Лучший специализированный фильм                            | • The Curiosity that Kills the Cat — Джи Бакленд-Смит          |
| Лучший специализированный фильм                            | • How an Aeroplane Flies Part I — Дерек Армстронг              |
| Лучший специализированный фильм                            | • The Oil in Your Engine — Филип Оутрэм                        |
| Flaherty Documentary Award                                 | • The Early Americans — Алан Пендри                            |
| Flaherty Documentary Award                                 | • Seven Green Bottles — Эрик Маркис                            |
| United Nations Award                                       | • Conrack (фильм режиссёра Мартина Ритта)                      |
| BAFTA Academy Fellowship Award                             | • Лоренс Оливье — актёр, режиссёр, продюсер                    |
| BAFTA Academy Fellowship Award                             | • Чарльз Чаплин — актёр, режиссёр, сценарист                   |